# Szaturnusz-díj a legjobb horrorfilmnek
A legjobb horrorfilmnek járó Szaturnusz-díjat évente adja át az Academy of Science Fiction, Fantasy & Horror Films szervezet. A díjjal a horrorfilmes műfaj alkotásait jutalmazzák az első, 1973-as díjátadó óta.
A 2010-es, 2011-es és 2012-es filmes évek értékelésekor a kategóriát átnevezték „legjobb horrorfilm vagy filmthriller” névre. 2013-ban a díjat visszaállították eredeti formájába és új, különálló kategóriaként megalkották a legjobb filmthriller díjat.

## Győztesek és jelöltek
Győztes film
- – Oscar-nyertes mű legjobb film kategóriában.
- – Oscarra jelölt mű legjobb film kategóriában.

(MEGJEGYZÉS: Az Év oszlop az adott művek megjelenési évére utal, a tényleges díjátadó ceremóniát a következő évben rendezték meg.)

### 1970-es évek
| Év                         | Magyar cím                        | Eredeti cím                             |
| -------------------------- | --------------------------------- | --------------------------------------- |
| 1972 (1. díjátadó)         |                                   | Blacula                                 |
| 1973 (2. díjátadó)         |                                   |                                         |
| Az ördögűző                | The Exorcist                      |                                         |
|                            | Arnold                            |                                         |
| Ne nézz vissza!            | Don’t Look Now                    |                                         |
|                            | Terror House                      |                                         |
| Az ördög házának legendája | The Legend of Hell House          |                                         |
|                            | Death Line                        |                                         |
|                            | Schlock                           |                                         |
|                            | Scream Blacula Scream             |                                         |
| Nővérek                    | Sisters                           |                                         |
|                            | Tales That Witness Madness        |                                         |
|                            | Terror in the Wax Museum          |                                         |
| Shakespeare-i gyilkosságok | Theater of Blood                  |                                         |
| Mesék a kriptákból II.     | The Vault of Horror               |                                         |
| 1974/1975 (3. díjátadó)    | Az ifjú Frankenstein              | Young Frankenstein                      |
| 1974/1975 (3. díjátadó)    | Fekete karácsony                  | Black Christmas                         |
| 1974/1975 (3. díjátadó)    | Bug                               |                                         |
| 1974/1975 (3. díjátadó)    | A paradicsom fantomja             | Phantom of the Paradise                 |
| 1974/1975 (3. díjátadó)    | Rocky Horror Picture Show         | The Rocky Horror Picture Show           |
| 1974/1975 (3. díjátadó)    | Vampira                           |                                         |
| 1976 (4. díjátadó)         | Rémálmok háza                     | Burnt Offerings                         |
| 1976 (4. díjátadó)         | Ómen                              | The Omen                                |
| 1976 (4. díjátadó)         | Carrie                            | Carrie                                  |
| 1976 (4. díjátadó)         | House of Mortal Sin               |                                         |
| 1976 (4. díjátadó)         | Eaten Alive                       |                                         |
| 1976 (4. díjátadó)         | The Food of the Gods              |                                         |
| 1976 (4. díjátadó)         | Megszállottság                    | Obsession                               |
| 1977 (5. díjátadó)         | A kislány, aki az utcánkban lakik | The Little Girl Who Lives Down the Lane |
| 1977 (5. díjátadó)         | Az őrszem                         | The Sentinel                            |
| 1977 (5. díjátadó)         | Dogs                              |                                         |
| 1977 (5. díjátadó)         | Kingdom of the Spiders            |                                         |
| 1978 (6. díjátadó)         | A vesszőből font ember            | The Wicker Man                          |
| 1978 (6. díjátadó)         | Halloween – A rémület éjszakája   | Halloween                               |
| 1978 (6. díjátadó)         | Holtak hajnala                    | Dawn of the Dead                        |
| 1978 (6. díjátadó)         | A mágus – Rémisztő Love Story     | Magic                                   |
| 1978 (6. díjátadó)         | A medúza pillantása               | The Medusa Touch                        |
| 1978 (6. díjátadó)         | Piranha                           |                                         |
| 1979 (7. díjátadó)         | Drakula                           | Dracula                                 |
| 1979 (7. díjátadó)         | A rettegés háza                   | The Amityville Horror                   |
| 1979 (7. díjátadó)         | Szerelem első harapásra           | Love at First Bite                      |
| 1979 (7. díjátadó)         | The Mafu Cage                     |                                         |
| 1979 (7. díjátadó)         | Fantazma                          | Phantasm                                |

### 1980-as évek
| Év                       | Magyar cím                                   | Eredeti cím                                   |
| ------------------------ | -------------------------------------------- | --------------------------------------------- |
| 1980 (8. díjátadó)       | Üvöltés                                      | The Howling                                   |
| 1980 (8. díjátadó)       | Gyilkossághoz öltözve                        | Dressed to Kill                               |
| 1980 (8. díjátadó)       | Fade to Black                                |                                               |
| 1980 (8. díjátadó)       | A köd                                        | The Fog                                       |
| 1980 (8. díjátadó)       | Ragyogás                                     | The Shining                                   |
| 1981 (9. díjátadó)       | Egy amerikai farkasember Londonban           | An American Werewolf in London                |
| 1981 (9. díjátadó)       | Halloween 2.                                 | Halloween II                                  |
| 1981 (9. díjátadó)       | Holtan és eltemetve                          | Dead & Buried                                 |
| 1981 (9. díjátadó)       | A farkas                                     | Wolfen                                        |
| 1981 (9. díjátadó)       | Szellemjárás                                 | Ghost Story                                   |
| 1982 (10. díjátadó)      | Poltergeist – Kopogó szellem                 | Poltergeist                                   |
| 1982 (10. díjátadó)      | A dolog                                      | The Thing                                     |
| 1982 (10. díjátadó)      | Creepshow – A rémmesék könyve                | Creepshow                                     |
| 1982 (10. díjátadó)      | Halálcsapda                                  | Deathtrap                                     |
| 1982 (10. díjátadó)      | Mocsárlény                                   | Swamp Thing                                   |
| 1983 (11. díjátadó)      | A holtsáv                                    | The Dead Zone                                 |
| 1983 (11. díjátadó)      | Christine                                    | Christine                                     |
| 1983 (11. díjátadó)      | Cujo                                         | Cujo                                          |
| 1983 (11. díjátadó)      | Az erőd                                      | The Keep                                      |
| 1983 (11. díjátadó)      | Homályzóna                                   | Twilight Zone: The Movie                      |
| 1984 (12. díjátadó)      | Szörnyecskék                                 | Gremlins                                      |
| 1984 (12. díjátadó)      | Álomküzdők                                   | Dreamscape                                    |
| 1984 (12. díjátadó)      | Tűzgyújtó                                    | Firestarter                                   |
| 1984 (12. díjátadó)      | Rémálom az Elm utcában                       | A Nightmare on Elm Street                     |
| 1984 (12. díjátadó)      | Creature                                     |                                               |
| 1985 (13. díjátadó)      | Frászkarika – Veszélyes éj                   | Fright Night                                  |
| 1985 (13. díjátadó)      | Re-animátor                                  | Re-Animator                                   |
| 1985 (13. díjátadó)      | Életerő                                      | Lifeforce                                     |
| 1985 (13. díjátadó)      | Rémálom az Elm utcában 2. – Freddy bosszúja  | A Nightmare on Elm Street 2: Freddy’s Revenge |
| 1985 (13. díjátadó)      | Az élőhalottak visszatérnek                  | The Return of the Living Dead                 |
| 1986 (14. díjátadó)      | A légy                                       | The Fly                                       |
| 1986 (14. díjátadó)      | Tágra nyílt elme                             | From Beyond                                   |
| 1986 (14. díjátadó)      | Rémségek kicsiny boltja                      | Little Shop of Horrors                        |
| 1986 (14. díjátadó)      | Kopogó szellem 2.: A túlsó oldal             | Poltergeist II: The Other Side                |
| 1986 (14. díjátadó)      | Psycho 3.                                    | Psycho III                                    |
| 1987 (15. díjátadó)      | Az elveszett fiúk                            | The Lost Boys                                 |
| 1987 (15. díjátadó)      | Evil Dead – Gonosz halott 2.                 | Evil Dead II                                  |
| 1987 (15. díjátadó)      | Hellraiser                                   | Hellraiser                                    |
| 1987 (15. díjátadó)      | Alkonytájt                                   | Near Dark                                     |
| 1987 (15. díjátadó)      | Rémálom az Elm utcában 3. – Álomharcosok     | A Nightmare on Elm Street 3: Dream Warriors   |
| 1987 (15. díjátadó)      | Pumpkinhead – A bosszú démona                | Pumpkinhead                                   |
| 1988 (16. díjátadó)      | Beetlejuice – Kísértethistória               | Beetlejuice                                   |
| 1988 (16. díjátadó)      | Gyerekjáték                                  | Child’s Play                                  |
| 1988 (16. díjátadó)      | Két test, egy lélek                          | Dead Ringers                                  |
| 1988 (16. díjátadó)      | Halloween 4.                                 | Halloween 4: The Return of Michael Myers      |
| 1988 (16. díjátadó)      | Hellraiser 2. – A pokol mezsgyéje            | Hellbound: Hellraiser II                      |
| 1988 (16. díjátadó)      | Rémálom az Elm utcában 4. – Az álmok ura     | A Nightmare on Elm Street 4: The Dream Master |
| 1988 (16. díjátadó)      | Viaszfigura                                  | Waxwork                                       |
| 1989/1990 (17. díjátadó) | Arachnophobia – Pókiszony                    | Arachnophobia                                 |
| 1989/1990 (17. díjátadó) | Re-Animátor 2. – Az újraélesztő menyasszonya | Bride of Re-Animator                          |
| 1989/1990 (17. díjátadó) | Darkman                                      | Darkman                                       |
| 1989/1990 (17. díjátadó) | Ördögűző 3.                                  | The Exorcist III                              |
| 1989/1990 (17. díjátadó) | A légy 2.                                    | The Fly II                                    |
| 1989/1990 (17. díjátadó) | A vérszomjas dada                            | The Guardian                                  |
| 1989/1990 (17. díjátadó) | Az éjszaka szülöttei                         | Nightbreed                                    |
| 1989/1990 (17. díjátadó) | Kedvencek temetője                           | Pet Sematary                                  |
| 1989/1990 (17. díjátadó) | Szent vér                                    | Santa Sangre                                  |

### 1990-es évek
| Év                  | Magyar cím                              | Eredeti cím                        |
| ------------------- | --------------------------------------- | ---------------------------------- |
| 1991 (18. díjátadó) | A bárányok hallgatnak                   | The Silence of the Lambs           |
| 1991 (18. díjátadó) | Gyilkos testrész                        | Body Parts                         |
| 1991 (18. díjátadó) | Children of the Night                   |                                    |
| 1991 (18. díjátadó) | Gyerekjáték 3.                          | Child’s Play 3                     |
| 1991 (18. díjátadó) | Dolly, a gyilkos szellem                | Dolly Dearest                      |
| 1991 (18. díjátadó) | Tortúra                                 | Misery                             |
| 1991 (18. díjátadó) | Az élőhalottak éjszakája                | Night of the Living Dead           |
| 1991 (18. díjátadó) | Egy ágyban az ellenséggel               | Sleeping with the Enemy            |
| 1992 (19. díjátadó) | Drakula                                 | Bram Stoker’s Dracula              |
| 1992 (19. díjátadó) | Elemi ösztön                            | Basic Instinct                     |
| 1992 (19. díjátadó) | Kampókéz                                | Candyman                           |
| 1992 (19. díjátadó) | Hullajó!                                | Braindead                          |
| 1992 (19. díjátadó) | A kéz, amely a bölcsőt ringatja         | The Hand That Rocks the Cradle     |
| 1992 (19. díjátadó) | Hellraiser 3. – Pokol a földön          | Hellraiser III: Hell on Earth      |
| 1992 (19. díjátadó) | Twin Peaks – Tűz, jöjj velem!           | Twin Peaks: Fire Walk with Me      |
| 1993 (20. díjátadó) | A sötétség serege                       | Army of Darkness                   |
| 1993 (20. díjátadó) | Halálos árnyék                          | The Dark Half                      |
| 1993 (20. díjátadó) | A jófiú                                 | The Good Son                       |
| 1993 (20. díjátadó) | Tökéletes célpont                       | Hard Target                        |
| 1993 (20. díjátadó) | Kalifornia – A halál nem utazik egyedül | Kalifornia                         |
| 1993 (20. díjátadó) | Hasznos holmik                          | Needful Things                     |
| 1993 (20. díjátadó) | Nyom nélkül                             | The Vanishing                      |
| 1994 (21. díjátadó) | Interjú a vámpírral                     | Interview with the Vampire         |
| 1994 (21. díjátadó) | Cronos                                  | Cronos                             |
| 1994 (21. díjátadó) | A holló                                 | The Crow                           |
| 1994 (21. díjátadó) | Frankenstein                            | Frankenstein                       |
| 1994 (21. díjátadó) | Mosquito                                |                                    |
| 1994 (21. díjátadó) | Rémálom az Elm utcában 7.               | Wes Craven’s New Nightmare         |
| 1994 (21. díjátadó) | Farkas                                  | Wolf                               |
| 1995 (22. díjátadó) | Alkonyattól pirkadatig                  | From Dusk till Dawn                |
| 1995 (22. díjátadó) | Elveszett gyerekek városa               | The City of Lost Children          |
| 1995 (22. díjátadó) | Az őrület torkában                      | In the Mouth of Madness            |
| 1995 (22. díjátadó) | A látszat öl                            | Lord of Illusions                  |
| 1995 (22. díjátadó) | A néma tanú                             | Mute Witness                       |
| 1995 (22. díjátadó) | Angyalok háborúja                       | The Prophecy                       |
| 1995 (22. díjátadó) | Mesék a kriptából – Démonlovag          | Tales from the Crypt: Demon Knight |
| 1996 (23. díjátadó) | Sikoly                                  | Scream                             |
| 1996 (23. díjátadó) | Dellamorte Dellamore                    | Cemetery Man                       |
| 1996 (23. díjátadó) | Bűvölet                                 | The Craft                          |
| 1996 (23. díjátadó) | Vérfagyasztó                            | Curdled                            |
| 1996 (23. díjátadó) | Törjön ki a frász!                      | The Frighteners                    |
| 1996 (23. díjátadó) | A Bestia                                | The Relic                          |
| 1997 (24. díjátadó) | Az ördög ügyvédje                       | The Devil’s Advocate               |
| 1997 (24. díjátadó) | Anakonda                                | Anaconda                           |
| 1997 (24. díjátadó) | Tudom, mit tettél tavaly nyáron         | I Know What You Did Last Summer    |
| 1997 (24. díjátadó) | Mimic – A júdás faj                     | Mimic                              |
| 1997 (24. díjátadó) | Fantomok                                | Phantoms                           |
| 1997 (24. díjátadó) | Sikoly 2.                               | Scream 2                           |
| 1998 (25. díjátadó) | Stephen King: Az eminens                | Apt Pupil                          |
| 1998 (25. díjátadó) | Penge                                   | Blade                              |
| 1998 (25. díjátadó) | Chucky menyasszonya                     | Bride of Chucky                    |
| 1998 (25. díjátadó) | Faculty – Az invázium                   | The Faculty                        |
| 1998 (25. díjátadó) | H20 – Halloween húsz évvel később       | Halloween H20: 20 Years Later      |
| 1998 (25. díjátadó) | John Carpenter: Vámpírok                | Vampires                           |
| 1999 (26. díjátadó) | Hatodik érzék                           | The Sixth Sense                    |
| 1999 (26. díjátadó) | Ideglelés                               | The Blair Witch Project            |
| 1999 (26. díjátadó) | Farkaséhség                             | Ravenous                           |
| 1999 (26. díjátadó) | Az Álmosvölgy legendája                 | Sleepy Hollow                      |
| 1999 (26. díjátadó) | Stigmata                                | Stigmata                           |
| 1999 (26. díjátadó) | Bosszúból jeles                         | Teaching Mrs. Tingle               |

### 2000-es évek
| Év                  | Magyar cím                                   | Eredeti cím                                    |
| ------------------- | -------------------------------------------- | ---------------------------------------------- |
| 2000 (27. díjátadó) | Végső állomás                                | Final Destination                              |
| 2000 (27. díjátadó) | Drakula 2000                                 | Dracula 2000                                   |
| 2000 (27. díjátadó) | Rossz álmok                                  | The Gift                                       |
| 2000 (27. díjátadó) | Rekviem egy álomért                          | Requiem for a Dream                            |
| 2000 (27. díjátadó) | Rémségek könyve 2. – A végső vágás           | Urban Legends: Final Cut                       |
| 2000 (27. díjátadó) | Temetetlen múlt                              | What Lies Beneath                              |
| 2001 (28. díjátadó) | Más világ                                    | The Others                                     |
| 2001 (28. díjátadó) | Ördöggerinc                                  | The Devil’s Backbone                           |
| 2001 (28. díjátadó) | A pokolból                                   | From Hell                                      |
| 2001 (28. díjátadó) | Aki bújt, aki nem                            | Jeepers Creepers                               |
| 2001 (28. díjátadó) | Hannibal                                     | Hannibal                                       |
| 2001 (28. díjátadó) | 13 kísértet                                  | Thirteen Ghosts                                |
| 2002 (29. díjátadó) | A kör                                        | The Ring                                       |
| 2002 (29. díjátadó) | Penge 2.                                     | Blade II                                       |
| 2002 (29. díjátadó) | Mérges pókok                                 | Eight Legged Freaks                            |
| 2002 (29. díjátadó) | Isten haragja                                | Frailty                                        |
| 2002 (29. díjátadó) | A kárhozottak királynője                     | Queen of the Damned                            |
| 2002 (29. díjátadó) | A Kaptár                                     | Resident Evil                                  |
| 2003 (30. díjátadó) | 28 nappal később                             | 28 Days Later                                  |
| 2003 (30. díjátadó) | Kabinláz                                     | Cabin Fever                                    |
| 2003 (30. díjátadó) | Végső állomás 2.                             | Final Destination 2                            |
| 2003 (30. díjátadó) | Freddy vs. Jason                             | Freddy vs. Jason                               |
| 2003 (30. díjátadó) | Aki bújt, aki nem 2. – A második este        | Jeepers Creepers 2                             |
| 2003 (30. díjátadó) | A texasi láncfűrészes                        | The Texas Chainsaw Massacre                    |
| 2003 (30. díjátadó) | Underworld                                   | Underworld                                     |
| 2004 (31. díjátadó) | Haláli hullák hajnala                        | Shaun of the Dead                              |
| 2004 (31. díjátadó) | Penge – Szentháromság                        | Blade: Trinity                                 |
| 2004 (31. díjátadó) | Holtak hajnala                               | Dawn of the Dead                               |
| 2004 (31. díjátadó) | Az átok                                      | The Grudge                                     |
| 2004 (31. díjátadó) | Nyílt tengeren                               | Open Water                                     |
| 2004 (31. díjátadó) | Fűrész                                       | Saw                                            |
| 2004 (31. díjátadó) | Van Helsing                                  | Van Helsing                                    |
| 2005 (32. díjátadó) | Ördögűzés Emily Rose üdvéért                 | The Exorcism of Emily Rose                     |
| 2005 (32. díjátadó) | Constantine, a démonvadász                   | Constantine                                    |
| 2005 (32. díjátadó) | Holtak földje                                | Land of the Dead                               |
| 2005 (32. díjátadó) | Fűrész II.                                   | Saw II                                         |
| 2005 (32. díjátadó) | A titkok kulcsa                              | The Skeleton Key                               |
| 2005 (32. díjátadó) | Wolf Creek – A haláltúra                     | Wolf Creek                                     |
| 2006 (33. díjátadó) | A barlang                                    | The Descent                                    |
| 2006 (33. díjátadó) | Végső állomás 3.                             | Final Destination 3                            |
| 2006 (33. díjátadó) | Motel                                        | Hostel                                         |
| 2006 (33. díjátadó) | Fűrész III.                                  | Saw III                                        |
| 2006 (33. díjátadó) | Slither                                      | Slither                                        |
| 2006 (33. díjátadó) | Kígyók a fedélzeten                          | Snakes on a Plane                              |
| 2007 (34. díjátadó) | Sweeney Todd, a Fleet Street démoni borbélya | Sweeney Todd: The Demon Barber of Fleet Street |
| 2007 (34. díjátadó) | A sötétség 30 napja                          | 30 Days of Night                               |
| 2007 (34. díjátadó) | 1408                                         | 1408                                           |
| 2007 (34. díjátadó) | A szellemlovas                               | Ghost Rider                                    |
| 2007 (34. díjátadó) | Grindhouse – Halálbiztos                     | Grindhouse                                     |
| 2007 (34. díjátadó) | A köd                                        | The Mist                                       |
| 2008 (35. díjátadó) | Hellboy 2. – Az Aranyhadsereg                | Hellboy II: The Golden Army                    |
| 2008 (35. díjátadó) | A múmia: A Sárkánycsászár sírja              | The Mummy: Tomb of the Dragon Emperor          |
| 2008 (35. díjátadó) | Az esemény                                   | The Happening                                  |
| 2008 (35. díjátadó) | A tüske                                      | Splinter                                       |
| 2008 (35. díjátadó) | Karantén                                     | Quarantine                                     |
| 2008 (35. díjátadó) | Hívatlanok                                   | The Strangers                                  |
| 2009 (36. díjátadó) | Pokolba taszítva                             | Drag Me to Hell                                |
| 2009 (36. díjátadó) | A doboz                                      | The Box                                        |
| 2009 (36. díjátadó) | Kihülve                                      | Frozen                                         |
| 2009 (36. díjátadó) | Az utolsó ház balra                          | The Last House on the Left                     |
| 2009 (36. díjátadó) | Alkonyat – Újhold                            | The Twilight Saga: New Moon                    |
| 2009 (36. díjátadó) | Zombieland                                   | Zombieland                                     |

### 2010-es évek
| Év                       | Magyar cím                            | Eredeti cím                       |
| ------------------------ | ------------------------------------- | --------------------------------- |
| 2010 (37. díjátadó)      | Engedj be!                            | Let Me In                         |
| 2010 (37. díjátadó)      | Az amerikai                           | The American                      |
| 2010 (37. díjátadó)      | Fekete hattyú                         | Black Swan                        |
| 2010 (37. díjátadó)      | HA/VER                                | Kick-Ass                          |
| 2010 (37. díjátadó)      | Viharsziget                           | Shutter Island                    |
| 2010 (37. díjátadó)      | Farkasember                           | The Wolfman                       |
| 2011 (38. díjátadó)      | A tetovált lány                       | The Girl with the Dragon Tattoo   |
| 2011 (38. díjátadó)      | Fertőzés                              | Contagion                         |
| 2011 (38. díjátadó)      | Az ördög dublőre                      | The Devil’s Double                |
| 2011 (38. díjátadó)      | Fehér pokol                           | The Grey                          |
| 2011 (38. díjátadó)      | Take Shelter                          |                                   |
| 2011 (38. díjátadó)      | A dolog                               | The Thing                         |
| 2012 (39. díjátadó)      | Ház az erdő mélyén                    | The Cabin in the Woods            |
| 2012 (39. díjátadó)      | Az Argo-akció                         | Argo                              |
| 2012 (39. díjátadó)      | A lehetetlen                          | The Impossible                    |
| 2012 (39. díjátadó)      | A hét pszichopata és a si-cu          | Seven Psychopaths                 |
| 2012 (39. díjátadó)      | A fekete ruhás nő                     | The Woman in Black                |
| 2012 (39. díjátadó)      | Zero Dark Thirty – A Bin Láden hajsza | Zero Dark Thirty                  |
| 2013 (40. díjátadó)      | Démonok között                        | The Conjuring                     |
| 2013 (40. díjátadó)      | Carrie                                | Carrie                            |
| 2013 (40. díjátadó)      | Mama                                  | Mama                              |
| 2013 (40. díjátadó)      | A bűn éjszakája                       | The Purge                         |
| 2013 (40. díjátadó)      | Itt a vége                            | This Is the End                   |
| 2013 (40. díjátadó)      | Eleven testek                         | Warm Bodies                       |
| 2014 (41. díjátadó)      | Az ismeretlen Drakula                 | Dracula Untold                    |
| 2014 (41. díjátadó)      | Annabelle                             | Annabelle                         |
| 2014 (41. díjátadó)      | A Babadook                            | The Babadook                      |
| 2014 (41. díjátadó)      | Szarvak                               | Horns                             |
| 2014 (41. díjátadó)      | Halhatatlan szeretők                  | Only Lovers Left Alive            |
| 2014 (41. díjátadó)      | A megtisztulás éjszakája: Anarchia    | The Purge: Anarchy                |
| 2015 (42. díjátadó)      | Bíborhegy                             | Crimson Peak                      |
| 2015 (42. díjátadó)      | Insidious – Gonosz lélek              | Insidious: Chapter 3              |
| 2015 (42. díjátadó)      | Valami követ                          | It Follows                        |
| 2015 (42. díjátadó)      | Krampusz                              | Krampus                           |
| 2015 (42. díjátadó)      | A látogatás                           | The Visit                         |
| 2015 (42. díjátadó)      | Hétköznapi vámpírok                   | What We Do in the Shadows         |
| 2016 (43. díjátadó)      | Vaksötét                              | Don’t Breathe                     |
| 2016 (43. díjátadó)      | A boncolás                            | The Autopsy of Jane Doe           |
| 2016 (43. díjátadó)      | Démonok között 2.                     | The Conjuring 2                   |
| 2016 (43. díjátadó)      | Démon                                 | Demon                             |
| 2016 (43. díjátadó)      | Ouija: A gonosz eredete               | Ouija: Origin of Evil             |
| 2016 (43. díjátadó)      | Vonat Busanba – Zombi expressz        | Puszanheng (Busanhaeng)           |
| 2016 (43. díjátadó)      | A boszorkány                          | The Witch                         |
| 2017 (44. díjátadó)      | Tűnj el!                              | Get Out                           |
| 2017 (44. díjátadó)      | 47 méter mélyen                       | 47 Meters Down                    |
| 2017 (44. díjátadó)      | Annabelle 2. – A teremtés             | Annabelle: Creation               |
| 2017 (44. díjátadó)      | Better Watch Out                      |                                   |
| 2017 (44. díjátadó)      | Az                                    | It                                |
| 2017 (44. díjátadó)      | Anyám!                                | Mother!                           |
| 2018/2019 (45. díjátadó) | Hang nélkül                           | A Quiet Place                     |
| 2018/2019 (45. díjátadó) | A holtak nem halnak meg               | The Dead Don’t Die                |
| 2018/2019 (45. díjátadó) | Halloween                             | Halloween                         |
| 2018/2019 (45. díjátadó) | Örökség                               | Hereditary                        |
| 2018/2019 (45. díjátadó) | Overlord                              | Overlord                          |
| 2018/2019 (45. díjátadó) | Kedvencek temetője                    | Pet Sematary                      |
| 2018/2019 (45. díjátadó) | Mi                                    | Us                                |
| 2019/2020 (46. díjátadó) | A láthatatlan ember                   | The Invisible Man                 |
| 2019/2020 (46. díjátadó) | Álom doktor                           | Doctor Sleep                      |
| 2019/2020 (46. díjátadó) | Freaky                                | Freaky                            |
| 2019/2020 (46. díjátadó) | Az – Második fejezet                  | It: Chapter Two                   |
| 2019/2020 (46. díjátadó) | Fehér éjszakák                        | Midsommar                         |
| 2019/2020 (46. díjátadó) | Aki bújt                              | Ready or Not                      |
| 2019/2020 (46. díjátadó) | Lidérces mesék éjszakája              | Scary Stories to Tell in the Dark |

### 2020-as évek
| Év                       | Magyar cím                | Eredeti cím             |
| ------------------------ | ------------------------- | ----------------------- |
| 2021/2022 (50. díjátadó) | Fekete telefon            | The Black Phone         |
| 2021/2022 (50. díjátadó) | Hang nélkül 2.            | A Quiet Place Part II   |
| 2021/2022 (50. díjátadó) | Utolsó éjszaka a Sohóban  | Last Night in Soho      |
| 2021/2022 (50. díjátadó) | Éjszaka a házban          | The Night House         |
| 2021/2022 (50. díjátadó) | Sikoly                    | Scream                  |
| 2021/2022 (50. díjátadó) | X                         | X                       |
| 2022/2023 (51. díjátadó) | Beszélj hozzám!           | Talk to Me              |
| 2022/2023 (51. díjátadó) | Barbár                    | Barbarian               |
| 2022/2023 (51. díjátadó) | Gonosz halott: Az ébredés | Evil Dead Rise          |
| 2022/2023 (51. díjátadó) | Insidious – A vörös ajtó  | Insidious: The Red Door |
| 2022/2023 (51. díjátadó) | Renfield                  | Renfield                |
| 2022/2023 (51. díjátadó) | Sikoly VI.                | Scream VI               |
| 2022/2023 (51. díjátadó) | Mosolyogj                 | Smile                   |
| 2023/2024 (52. díjátadó) | Alien: Romulus            | Alien: Romulus          |
| 2023/2024 (52. díjátadó) | Abigail                   | Abigail                 |
| 2023/2024 (52. díjátadó) | Az első ómen              | The First Omen          |
| 2023/2024 (52. díjátadó) | In a Violent Nature       |                         |
| 2023/2024 (52. díjátadó) | Longlegs – A rém          | Longlegs                |
| 2023/2024 (52. díjátadó) | Hang nélkül: Első nap     | A Quiet Place: Day One  |
| 2023/2024 (52. díjátadó) | Mosolyogj 2.              | Smile 2                 |

## Fordítás
- Ez a szócikk részben vagy egészben  a   Saturn Award for Best Horror Film című angol Wikipédia-szócikk fordításán alapul.  Az eredeti cikk szerkesztőit annak laptörténete sorolja fel. Ez a jelzés csupán a megfogalmazás eredetét és a szerzői jogokat jelzi, nem szolgál a cikkben szereplő információk forrásmegjelöléseként.